# Coryphopterus eidolon
Coryphopterus eidolon är en fiskart som beskrevs av Böhlke och Robins, 1960. Coryphopterus eidolon ingår i släktet Coryphopterus och familjen smörbultsfiskar. Inga underarter finns listade i Catalogue of Life.